# Het Hurkske
Het Hurkske is een natuurgebied van 170 ha in eigendom van de gemeente Meierijstad, ten noorden van Boerdonk.
Het gebied ligt ten westen van de Aa en bestaat uit naaldbos en gemengd loofbos. Daarnaast vindt men er het Rauwven, terwijl de Hurkse Loop er ontspringt.
Het Hurkske was oorspronkelijk een heidegebied en het is tussen 1900 en 1928 ingeplant met diverse naaldboomsoorten: Zeeden, Zwarte den, Weymouthden, Hemlockspar, Fijnspar, en Douglasspar. Ook werd er Amerikaanse eik geplant.
In het gebied ligt een ontginningsenclave, waar zich twee gemeentehoeven bevinden, waaronder de Sint-Adrianushoeve. Beide hoeven, opgericht in de jaren 30 van de 20e eeuw, hebben een grote herinneringssteen waarin, naast de naam van de pastoors van Erp resp. Keldonk, een beeltenis is uitgebeiteld van de heilige waarnaar de hoeve is vernoemd.
In de vochtige delen komt onder meer moerashertshooi en veelstengelige waterbies voor. Ook leven er in het Rauwven zeven soorten amfibieën, waaronder de alpenwatersalamander. Verder vindt men er de zonnebaars, wat een exotische vissoort is. Daarnaast bevindt er zich een van de vier Noord-Brabantse populaties van de knoflookpad. De laatste knoflookpad is in 2001 waargenomen.

## Beheer
Men maakt het gebied aantrekkelijker door de aanleg van poelen (2003), het creëren van meer natuurlijke bosranden en het uitbreiden van vochtige en voedselarme gebieden. Voor de mens zijn er voorzieningen aangebracht in de vorm van afwisselende wandelpaden. Er is ook een route die speciaal voor rolstoelgebruikers is ingericht.
Ook vanaf de Sint-Corneliuskapel te Boerdonk zijn wandelroutes door het gebied uitgezet.